# 테모졸로마이드
테모졸로마이드(Temozolomide) 또는 상표명 테모달(Temodar)은 경구 투여 항암제이다. 뇌종양의 치료에 사용된다.

## 사용 목적
- 처음 진단된 교모세포종
- Nitrourea나 Procarbazine에 듣지 않는 역형성(고등급) 성상세포종

## 부작용
가장 흔한 부작용은 구역질, 구토이며 다른 병행약물 치료로 호전된다. 
다른 부작용은 골수억제, 구강 칸디다증, 식욕감소, 불안, 불면증, 두통, 경련, 어지러움, 집중력 저하, 기억력 저하, 졸음 등이 있다.

## 작용 기전
테모달의 치료기전은 DNA를 알킬화하거나 메틸화하는 약물의 특성에 있다. 구아닌의 N-7 또는 O-6의 위치에서 반응이 일어나게 된다. 이 약물반응은 종양세포의 DNA 손상을 주어 종양 사멸을 일으키게 된다. 특정 종양세포들은 이 DNA손상을 회복시킬 수 있어 테모달로 인한 치료 효과가 낮다.
DNA손상을 회복시키는 종양세포들은 MGMT 유전자에 의해 O6-알킬구아닌-DNA-알킬전달효소(AGT)를 발현한다. 일부 종양에서는 MGMT유전자의 후성유전학적인 발현 중단으로 손상유전자 회복능력이 감소해 있어 테모달 치료에 효과가 좋다고 알려져있다. 

## 역사
버밍험의 애스톤 대학의 말콤 스티븐슨과 그의 팀이 개발하였다. 미국에서는 1999부터 사용되었고 그외 나라에서는 2000년대 초반부터 사용되기 시작했다.